# Jaboatão dos Guararapes
Jaboatão dos Guararapes es un municipio brasileño del estado de Pernambuco.
Se localiza a una latitud de 08º06'46" Sur y una longitud de 35º00'53" Oeste, estando a una altitud de 76 metros sobre el nivel del mar, con un clima cálido húmedo y una temperatura media de 27º C. Tiene una superficie de 257,32 km². Su población estimada en el año 2020 era de 706.867 habitantes.
Es considerado la Cuna de la Nacionalidad y del Ejército Brasileño, por la expulsión de los neerlandeses, donde participaron tropas formadas por blancos ibéricos, negros e indígenas. Posee tres playas urbanas (Piedade, Candeias y Barra de Jangada) y cuenta con una buena infraestructura, destacándose los hoteles, facultades, monumentos históricos, además del masivo movimiento en su centro comercial.

## Etimología
El topónimo Jaboatão tiene origen indígena. Para algunos autores, se deriva del vocablo "jabotiatão" — Jaboti (una especie de tortuga) y atam o atã (piso) lo que significa “caminar lentamente, caminar como tortuga”.

## Historia
Jaboatão fue fundada el día 4 de mayo de 1593, por Bento Luiz Figueira, tercer propietario del ingenio São João Batista. Fue el escenario de dos grandes batallas con los Neerlandeses en Pernambuco, llevadas a cabo entre los años 1648 y 1649.
En 1873, el poblado pasó a ser villa, y en 1884, al ser separado del territorio de Olinda, consiguió la categoría de ciudad. El primer nombre que tuvo fue Jaboatão, que viene del indígena "Yapoatan", recuerdo a un árbol común de la región usado para la fabricación de embarcaciones. A partir de 1989, pasó a ser llamada Jaboatão dos Guararapes, en homenaje a la batalla histórica llevada a cabo en el Monte Guararapes.